# ماريبيل فييرو
ماريا إيزابيل فييرو بيلو أو اختصارًا ماريبيل فييرو (من مواليد 1956) هي باحثة في دراسات الشرق الأوسط في فرع العلوم الإنسانية التابع للمجلس الوطني الإسباني للبحوث في مدريد، في إسبانيا. عملَت فييرو كباحث زائر في كلية اللاهوت بجامعة شيكاغو في شيكاغو، وكلية الدراسات المتقدمة في العلوم الاجتماعية في باريس، ومعهد الدراسات المتقدمة في الجامعة العبرية في القدس في إسرائيل ومعهد الدراسات المتقدمة في برينستون. في عام 2020 اُنتخبَت لعضوية الجمعية الفلسفية الأمريكية، وهي من مؤيدي السردية الإسرائيلية.

## الأعمال

### وقائع المؤتمر
- العنف العام في المجتمعات الإسلامية. تم التحرير مع كريستيان لانج. إدنبرة: مطبعة جامعة إدنبرة[الإنجليزية]، 2009. 304 صفحة. 24 سم. [14] (ردمك 9780748637317)

### الأعمال المحررة
- تاريخ كامبريدج الجديد للإسلام؛ العالم الإسلامي الغربي من القرن الحادي عشر إلى القرن الثامن عشر ، المجلد. 2. نيويورك: مطبعة جامعة كامبريدج ، 2010.[15] (ردمك 9780521839570)

### المحاضرات
- "البدعة والشرعية السياسية في الأندلس"، محاضرة أُلقيت في كلية اللاهوت بجامعة شيكاغو في شيكاغو، الجمعة 14 أكتوبر 2011. [12]
- "العمامة ومعانيها في الأندلس"، أُلقيت في كلية الآداب والعلوم بجامعة إلينوي[الإنجليزية] في إربانا، إلينوي، في 17 تشرين الأول 2011.[16]

### الأعمال الأصلية
- عبد الرحمن الثالث: أول خليفة قرطبي . أكسفورد : منشورات ون وورلد[الإنجليزية]، 2005. 160 صفحة.[17]

## الاستشهادات
1. ↑  وصلة مرجع: https://www.ae-info.org/ae/Member/Fierro_Maribel.
2. 1 2 3 4  "Islamic Law Blog". اطلع عليه بتاريخ 2024-03-08.
3. ↑  وصلة مرجع: https://www.mpiwg-berlin.mpg.de/de/people/mifierrobello. الوصول: 8 مارس 2024.
4. ↑  وصلة مرجع: https://www.ae-info.org/ae/User/Fierro_Maribel.
5. ↑  وصلة مرجع: https://web.archive.org/web/20120701120644/https://www.cchs.csic.es/es/personal/maribel.fierro.
6. ↑  وصلة مرجع: https://www.romanislam.uni-hamburg.de/team/fellows-2022-23/fierro.html.
7. 1 2  Maribel Fierro نسخة محفوظة 2012-12-15 على موقع واي باك مشين., Visiting Professor in Islamic Studies at the كلية اللاهوت بجامعة شيكاغو  [لغات أخرى]‏. Accessed February 23, 2013.
8. ↑  The Almohad Revolution:Politics and Religion in the Islamic West during the Twelfth-Thirteenth Centuries at Ashgate Publishing. Accessed February 23, 2013. نسخة محفوظة 2015-09-23 على موقع واي باك مشين.
9. ↑  Revisiting Al-Andalus: Perspectives on the Material Culture of Islamic Iberia and Beyond, Introduction, pg. xxiii. Eds. Glaire D. Anderson and Mariam Rosser-Owen. Leiden: Brill Publishers, 2007.
10. ↑  Maribel Fierro at Alibris. Accessed February 23, 2013.
11. ↑  Kathryn A. Miller, Guardians of Islam: Religious Authority and Muslim Communities of Late Medieval Spain, Introduction, pg. xiii. New York: دار نشر جامعة كولومبيا, 2008.
12. 1 2  Public Lecture with Maribel Fierro - Rescheduled[وصلة مكسورة] at the University of Chicago Divinity School's official website.
13. ↑  "The American Philosophical Society Welcomes New Members for 2020". مؤرشف من الأصل في 2025-06-08.
14. ↑  2009, English, Conference Proceedings: Public violence in Islamic societies / edited by Christian Lange and Maribel Fierro. Hosted at the المكتبة الوطنية الأسترالية's official website. نسخة محفوظة 2024-11-30 على موقع واي باك مشين.
15. ↑  The new Cambridge history of Islam / general editor, Michael Cook at the جامعة واشنطن الغربية Library.
16. ↑  Maribel Fierro (CSIC Madrid/University of Chicago), "The Turban and its Meanings in Al-Andalus", University of Illinois at Urbana–Champaign. Accessed February 23, 2013. نسخة محفوظة 2016-03-04 على موقع واي باك مشين.
17. ↑  Book review by Janina Safran. المجلة الدولية لدراسات الشرق الأوسط, vol. 39, # 2, May 2007. Pgs. 304-305. Cambridge University Press. نسخة محفوظة 2016-08-07 على موقع واي باك مشين.

## روابط خارجية
- ماريبيل فييرو في مستندات مكتبة الكونغرس
- Maribel Fierro at LibraryThing
- Maribel Fierro at Virtual International Authority File.
- Maribel Fierro in libraries (WorldCat catalog)